# Јаловени
Јаловени (рус. Яловéны) је град и седиште Јаловенског рејона удаљен 10 km од главног града, Кишињева.

## Међународни односи
Јаловени је побратимљен са:
- Форче, Италија
- Гмина Лешновола, Пољска
- Монтефортино, Италија
- Почеон, Јужна Кореја
- Раднево, Бугарска
- Томешти, Румунија
- Топрајсар, Румунија